# هولندا في الحرب العالمية الأولى
حافظت هولندا على حيادها خلال الحرب العالمية الأولى. نجم هذا الموقف جزئياً عن سياسة الحياد الصارمة في الشؤون الدولية التي بدأت في عام 1830 بالتزامن مع انفصال بلجيكا عن الشمال. لم تكفل القوى الكبرى في أوروبا الحياد الهولندي الذي لم يكن بدوره جزءًا من دستور البلاد. استند الحياد إلى الاعتقاد بأن موقع هولندا الاستراتيجي سوف يضمن سلامتها، إذ تربعت بين الإمبراطورية الألمانية وبلجيكا التي احتلتها ألمانيا حينها والبريطانيين.

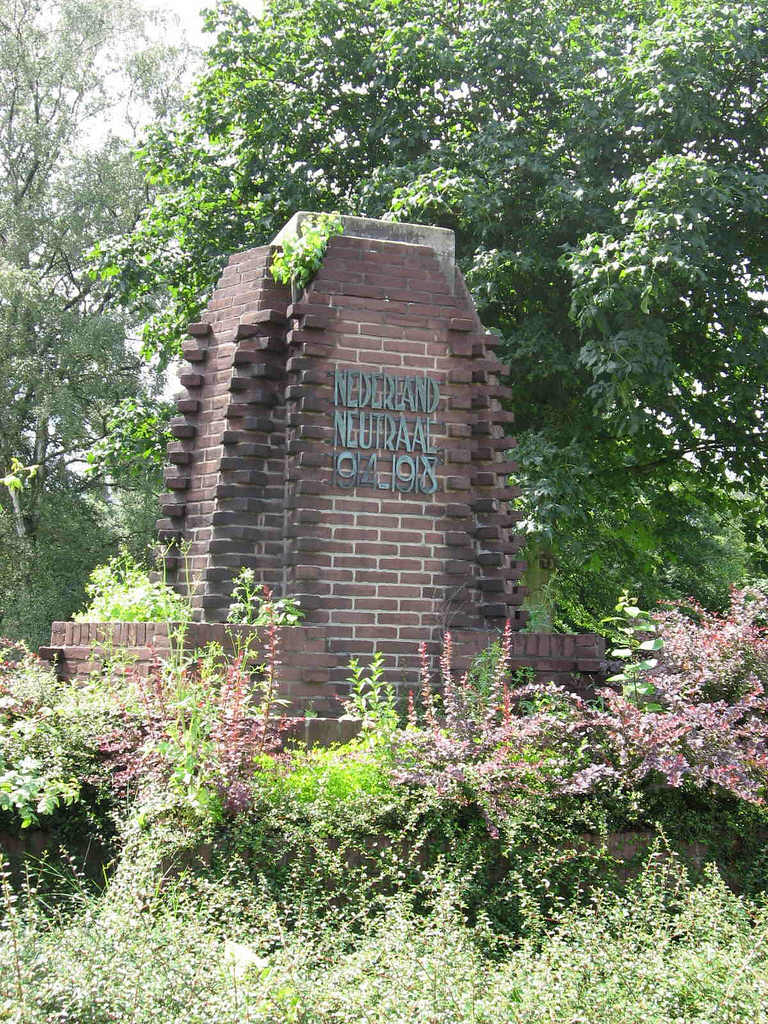

ظلّ الجيش الملكي الهولندي في حالة تعبئة طوال فترة الصراع، إذ حاول الأعداء بصورة منتظمة ترهيب هولندا وفرض مطالبهم عليها. تحتّم على الجيش إيواء اللاجئين وحراسة معسكرات اعتقال الأسرى ومنع عمليات التهريب، بالإضافة إلى توفير قوة ردع يمكن الاعتماد عليها. فرضت الحكومة قيودًا على حرية تنقل الأفراد ورصدت الجواسيس واتخذت إجراءات عدّة في زمن الحرب.

## حالة ما قبل الحرب
استضافت هولندا مؤتمرين دوليين للسلام قبل الحرب العالمية الأولى. عُقد مؤتمر لاهاي الأول في مايو 1899 بمبادرة من القيصر نيقولا الثاني من روسيا. تباحث ممثلو 26 دولة حول تقييد استخدام أنواع معينة من الأسلحة، بما فيها الغازات السامة والرصاص المجوف والقصف الجوي باستخدام مناطيد الهواء الساخن. حقق المؤتمر نجاحاً مفاجئًا، وجرى التوصل إلى اتفاقيات حول قوانين الحرب وجرائم الحرب.
في عام 1907، عُقد مؤتمر لاهاي الثاني بعد إصرار الرئيس الأمريكي ثيودور روزفلت. كان من المزمع إقامته في عام 1904، لكن تحتم تأجيله بسبب الحرب الروسية اليابانية. وُصف المؤتمر بالفاشل، إذ اقتصرت نتائجه على إبرام عدد قليل من المعاهدات الإضافية.

## الجانب السياسي

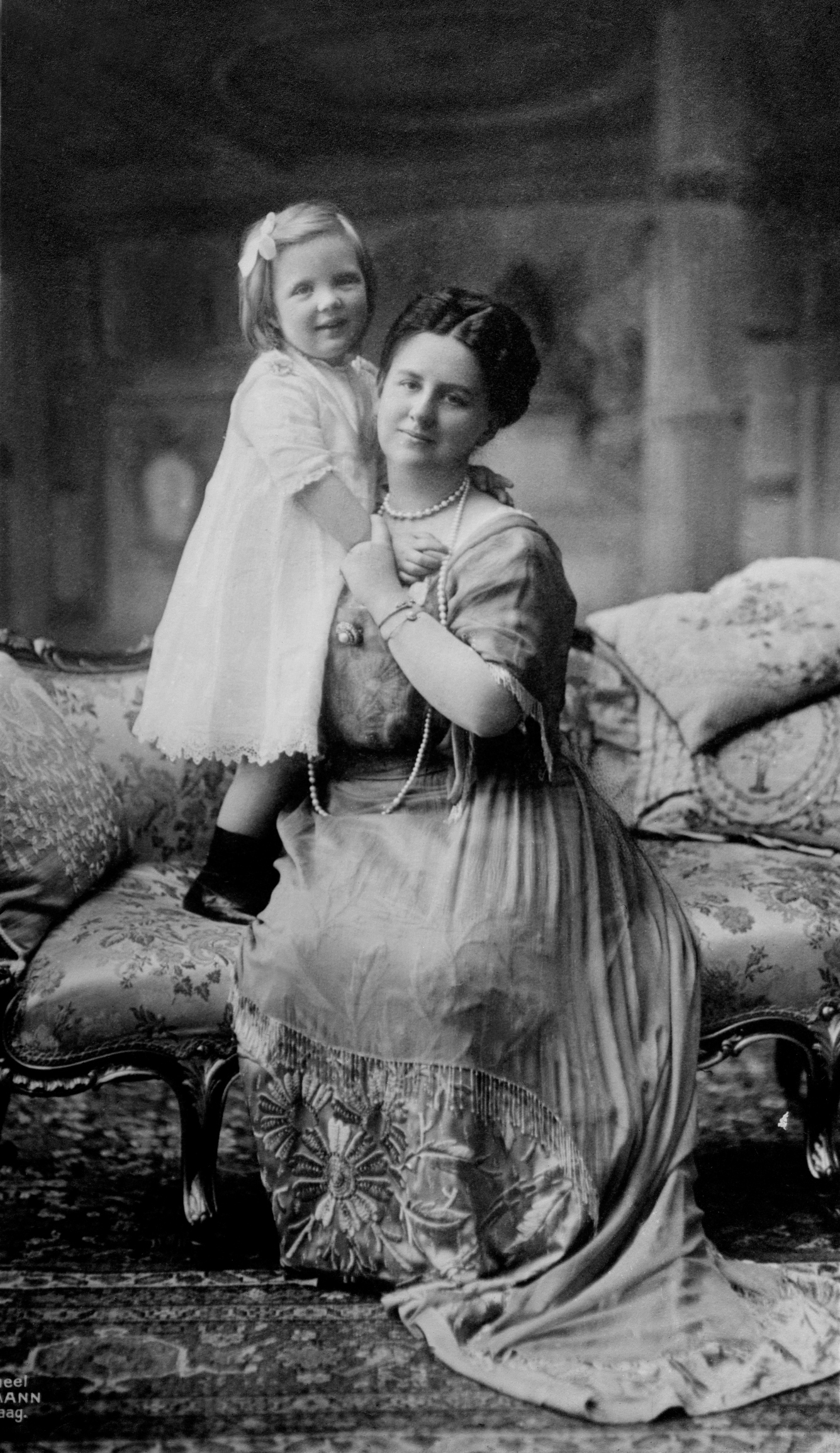
الملكة فيلهلمينا والأميرة جوليانا: رمز القيادة الهولندية خلال الحرب العالمية الأولى

عُرفت العاهلة الهولندية، الملكة فيلهلمينا، بحسها الوطني العالي وقوة إرادتها. تعاطفت ويلهلمينا شخصيًا مع فرنسا وبلجيكا، بينما أظهرت موقفًا محايدًا في العلن. كان الدوق الألماني هنري من مكلنبورغ-شفيرين زوج الملكة، وأعلن تأييده الجانب الألماني بشكل صريح. يُذكر أن ابن أخيه، فريدرخ فرانتس الرابع، خدم في الجيش الألماني.
شُكّلت حكومة ليبرالية وسطية من الأقليات بقيادة رئيس الوزراء الليبرالي المستقل بيتر كورت فان دير ليندن في 29 أغسطس 1913. استمرت حكومته في العمل حتى 9 سبتمبر 1918، فيما يُعتبر فترةً طويلةً لحكومة هولندية عكس ما كان سائدًا في تلك الفترة. شغل جون لودون منصب وزير الخارجية ذي الأهمية الكبرى حينها.
على الرغم حياد الحكومة التام ككل، حافظ كل عضو على ميوله الفردية. أيد بعض الوزراء الجانب الفرنسي، بينما نُظر إلى رئيس الوزراء كورت فان دير ليندن على أنه صديق للألمان وأُطلق عليه «كورت أونتر دير ليندن»، تيمنًا بشارع أونتر دين ليندن في برلين.

### نقص الغذاء
عطّلت ظروف الحرب واردات هولندا من المواد الغذائية وتسببت في نقصها. بدءًا من يوم 3 يوليو 1917، منعت السلطات في أمستردام استهلاك مخزون البطاطا لحين وصوله إلى حد يكفي لإطعام المدينة بأكملها. أسفرت هذه الإجراءات عن اندلاع أمواج من أعمال الشغب ونهب المتاجر والأسواق. اقتحم مثيرو الشغب المستودعات وأخذوا مخزون البطاطا المُزمع تصديره إلى إنجلترا.
استُدعي ألفا جندي لفضّ أعمال الشغب، لكن جرى صدّهم من قبل مثيري الشغب. وقع اشتباك آخر في مدينة كاتنبرغ حيث احتجت ثلاث مجموعات من العمال، إحداها من عمال شركة الباخرة الهولندية (بالهولندية: Stoomvaart Maatschappij Nederland)، على نقص غذاء العمال اليدويين، وطالبوا بحصولهم على طعام حقيقي بدلًا من السندات الإذنية.[بحاجة لمصدر أفضل]

## الحياد
في أعقاب اغتيال الأرشيدوق فرانز فرديناند، أعلنت الإمبراطورية النمساوية المجرية الحرب على مملكة صربيا في الساعة 11 صباحًا في 28 يوليو 1914، ولم يطل الأمر كثيرًا قبل إعلان هولندا حيادها في 30 يوليو. وفقا للقانون الدولي، ينبغي إعلان الحياد في كل حالة من حالات إعلان الحرب بين دولتين ذات سيادة. وبالتالي، تحتم على هولندا تكرار إعلان الحياد بانتظام خلال شهر أغسطس.
تألف الإعلان من 18 مادة، وأكدت أبرزها على منع الأعمال العدائية داخل أراضي الإمبراطورية الهولندية ومياهها، مع عدم السماح لأي دولة باستخدام هذه الأراضي والمياه كقاعدة للعمليات العسكرية، بالإضافة إلى اعتقال الجنود الأجانب الذين عبروا لأي سبب من الأسباب إلى الأراضي الهولندية ووضعهم في معسكرات لأسرى الحرب طوال فترة الحرب.[تحقق من المصدر]